# Język tarpia
Język tarpia (tarfia), także sufrai – język austronezyjski używany w prowincji Papua w Indonezji (dystrykt Demta, kabupaten Jayapura). Według danych z 2006 roku mówi nim 630 osób.
Posługuje się nim lud Tarpia (Tarfia). Jego użytkownicy zamieszkują wieś Tarfia na północnym wybrzeżu.
Zagrożony wymarciem, znajduje się pod presją ze strony języków sentani i indonezyjskiego. W użyciu jest też malajski papuaski.
Nie wykształcił piśmiennictwa.